# 米克·兰利
米克·兰利（英語：Mick Langley，？—2018年7月14日），英国男子斯诺克运动员。他曾代表英国参加1988年夏季残疾人奥林匹克运动会斯诺克比赛，获得一枚金牌和一枚铜牌。